# ミ・ナーラ
ミ・ナーラ（M! Nara）は、奈良県奈良市二条大路南にある商業施設。

## 概要

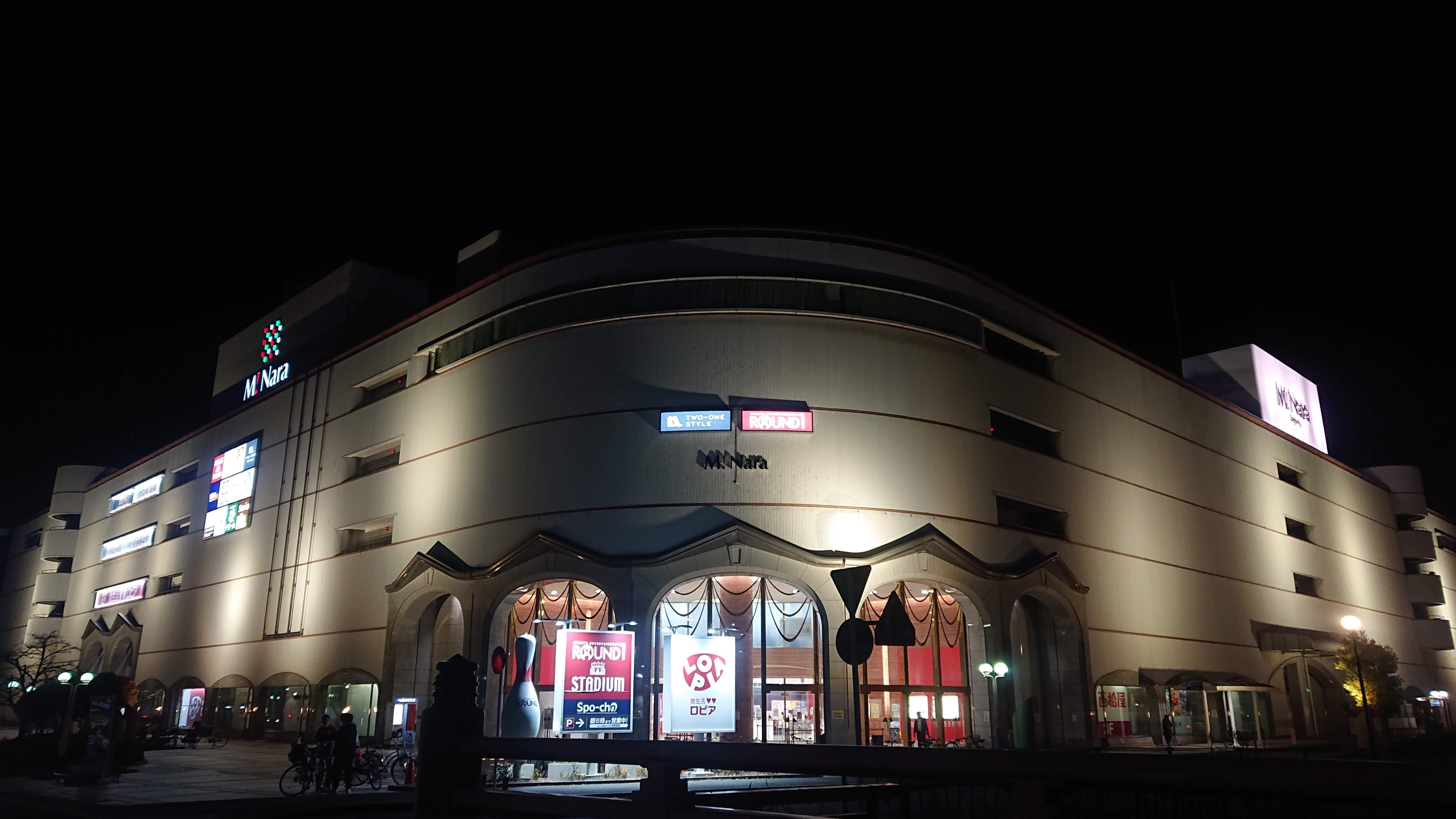
日没後

2017年9月に閉店したイトーヨーカドー奈良店跡を、主に商業施設の再生を手がける「やまき」が観光型の商業施設として開業させた。
建物の所有権は、信託受益権がやまきのSPCである「合同会社奈良平城プラザ」に移転した後、2017年10月26日に投資法人みらいに再移転した。
イトーヨーカ堂の撤退から一ヶ月後、「モンベル」と「島村楽器」が再出店している。
施設名は仮称として「奈良平城プラザ」を使用していたが、公募および仲川元庸奈良市長など審査員による審査を経て「ミ・ナーラ」と決定。
「ミ」には「美しい」「観る」「実り」「味わう」「未来」「皆で」の六つの意味が込めたもの。
2021年1月、1階の核テナントとして開業時から入居していたイオン系の食品スーパー「KOHYO新大宮店」が撤退し、後継店として関東以西で店舗網を拡大していたロピアが出店した。

## 年表
- 2018年1月：名称の公募を実施[3]。
- 2018年4月24日：開業[3]。
- 2018年4月28日 - 30日、館内フロア全体を使用し、「NARA MINARA IDOL FES」を開催[5]。司会は吉田豪、櫻井優衣。のちに「伝説の（アイドル）イベント」とも言及された[6]。
- 2020年10月1日：やまきプロパティ撤退に伴い運営を伊藤忠アーバンコミュニティに移管[7]、PM業務をニッケ・タウン・パートナーズが継承する。

## フロアガイド
| 階 |                                            |
| -- | ------------------------------------------ |
| 7F | 閉鎖（ラウンジ階）                         |
| 6F | アミューズメントとビーチのフロア（屋上階） |
| 5F | アミューズメントと美術館のフロア           |
| 4F | 奈良祭都・家電・趣味・サービスのフロア     |
| 3F | 雑貨・子供用品・保育園のフロア             |
| 2F | インテリア・ファッションのフロア           |
| 1F | 食品・日用品・フードコートのフロア         |

（出典：ミ・ナーラ フロアガイド、）
- 開業時から2021年1月まで入居していたイオン系の食品スーパー「光洋」の後継テナントとして、神奈川県に本部を置く食品スーパー「ロピア」（奈良県内1号店）が2021年4月29日に出店した[9][10]。

- 4階には観光客をターゲットにした「奈良祭都｣があり、奈良県の名産である金魚をアクアリウムとして展示した「金魚ミュージアム」がある。運営者は株式会社UWS ENTERTAINMENT[8]。

- 屋上階にはビアガーデンやバーベキューを開ける広場があり、2021年のリニューアルに合わせて「タチヒビーチ」を誘致、屋上ステージ前に砂浜を用意した[11]。

- 円盤型の7階には簡易宿泊施設を設けていたが[12][13]、コロナ禍による観光宿泊需要の低下で休業、退去に至り賃貸借契約は解約となった[8]。

## アクセス
- 新大宮駅、近鉄奈良駅、JR奈良駅からそれぞれ無料シャトルバスが出ている。また、奈良交通バスを利用して、宮跡庭園で下車。
- 近鉄新大宮駅から徒歩15分。バスで約6分。

## 備考
- 前身の奈良そごう、イトーヨーカドー奈良店と同様に奈良交通への委託による無料シャトルバスが運行されている。